# Cécilia Attias
Cécilia María Sara Isabel Attias, nata Ciganer-Albéniz, ed in precedenza Martin e Sarkozy (Boulogne-Billancourt, 12 novembre 1957), è stata la seconda moglie del presidente della Repubblica francese Nicolas Sarkozy, sino ad ottobre 2007.

## Biografia
Figlia di André Ciganer (nato Aron Chouganov, 1891-1969) e Diane Teresita Albeniz de Swert (1920), presidente della fondazione Albeniz, Cécilia Ciganer-Albéniz, pronipote del compositore spagnolo Isaac Albéniz (il figlio di lui, Albert (1886-1941), fu calciatore e diplomatico), di famiglia paterna di origine ebraica di Moldavia e materna di Spagna, aveva sposato il suo primo marito, il conduttore televisivo Jacques Martin il 10 agosto 1984 presso Neuilly-sur-Seine. Il sindaco dell'epoca della città, Nicolas Sarkozy, officiò la cerimonia. Insieme con Martin la donna ebbe due figlie, Judith Martin (1984) e Jeanne-Marie Martin (1987).
Nel 1988 la donna lasciò il marito per andare a vivere con Sarkozy e ottenne il divorzio da Jacques Martin quello stesso anno. Una volta che anche Sarkozy ebbe ottenuto il divorzio dalla precedente moglie, i due si sposarono il 23 ottobre 1996 a Neuilly. Nel 1997, Cécilia Sarkozy diede alla luce l'unico figlio nato dall'unione con il futuro presidente, Louis. Anche Nicolas Sarkozy aveva già due figli, nati dal precedente matrimonio. In un'occasione Nicolas Sarkozy dichiarò che Cécilia era la sua "forza ed il [suo] tallone di Achille".
Ai tempi in cui il marito era ministro, Cécilia Sarkozy aveva un ufficio accanto al suo e lavorava come sua stretta consigliera. Nel 2002 entrò in servizio nell'Ufficio del Ministero degli Interni. Nel 2005 venne invece nominata capo dello staff del Partito UMP. In qualità di moglie del presidente, Cécilia Sarkozy è stata in Libia due volte nel 2007 per visitare Muʿammar Gheddafi, contribuendo a garantire la liberazione di cinque infermiere bulgare e un medico palestinese, che avevano trascorso anni nel braccio della morte in Libia.
Nel 2007 la coppia presidenziale divorziò, notizia che ottenne grande risalto mediatico. Nel mese di ottobre 2008, Cécilia Attias ha annunciato il lancio della sua fondazione per i diritti delle donne chiamata "Cécilia Attias Foundation for Women". In seguito Cécilia ha sposato Richard Attias, presidente esecutivo di "The Experience", un'azienda per gestione eventi, il 23 marzo 2009, presso il Rockefeller Center di New York.